# Président de la république de Croatie
Le président de la république de Croatie (en croate : Predsjednik Republike Hrvatske) est le chef de l'État de la Croatie depuis sa proclamation d'indépendance en 1990. En sa qualité de président, il est le commandant en chef des forces armées et le principal représentant de la république de Croatie à l'intérieur du pays et à l'étranger. Le président est le titulaire de la plus haute fonction politique du pays mais dans le cadre d'un régime parlementaire il n'exerce pas le pouvoir exécutif qui revient au Premier ministre de Croatie. Sa résidence officielle est le palais présidentiel (Predsjednički dvori) situé à Zagreb. 
Le président de la République est élu au suffrage universel direct pour un mandat de cinq ans, renouvelable une fois. Il maintient le fonctionnement régulier et coordonné et la stabilité du système gouvernemental national et protège l'indépendance et l'intégrité territoriale du pays. Il a le pouvoir de convoquer des élections parlementaires ordinaires et extraordinaires — de la manière prévue par la Constitution —, ainsi que de tenir des référendums — avec contre-signature du Premier ministre. Il nomme officiellement le Premier ministre sur la base d'un équilibre des pouvoirs au parlement et de consultations avec les dirigeants des partis parlementaires, accorde le pardon et la remise de décorations et autres récompenses d'État. Le président de la République et le gouvernement (cabinet) coopèrent pour mener la politique étrangère. En outre, il est le commandant en chef des forces armées croates. Il nomme le directeur de l'Agence de sécurité et de renseignement en accord avec le Premier ministre.

## Autorité et juridiction
Le président de la république de Croatie, qui est le chef de l'État, dispose de plusieurs prérogatives :
- il représente l'État en Croatie et à l'étranger ;
- il nomme le Premier ministre de Croatie ;
- il soumet un référendum au peuple croate ;
- il accorde la grâce présidentielle ;
- il est le chef de l'armée et nomme les commandants militaires ;
- il remet les décorations nationales ;
- il promulgue les lois et peut convoquer la Cour constitutionnelle de la république de Croatie s'il estime qu'une loi n'est pas conforme à la Constitution.

## Historique
Immédiatement après les premières élections législatives libres de Croatie, le poste de président de la république de Croatie est instauré par un amendement de la Constitution de la république socialiste de Croatie (alors membre de la république fédérative socialiste de Yougoslavie) à l'été 1990. Le président de la république socialiste de Croatie Franjo Tuđman est élu président de la république de Croatie le 30 mai 1990 par 281 voix contre 50 sur 356 parlementaires. La nouvelle constitution est approuvée le 22 décembre 1990.
- L'élection présidentielle de 1992 est remportée par Franjo Tuđman.
- L'élection présidentielle de 1997 est à nouveau remportée par Franjo Tuđman, qui meurt en fonctions le 9 décembre 1999. Selon la Constitution de la Croatie, le président du Parlement, Vlatko Pavletić, est nommé président par intérim. Après les élections législatives de janvier 2000, le nouveau président du Parlement, Zlatko Tomčić, devient président par intérim.
- L'élection présidentielle de 2000 est remportée par Stjepan Mesić le 7 février 2000 ; il prend ses fonctions le 18 février.
- L'élection présidentielle de 2005 est à nouveau remportée par Stjepan Mesić le 16 janvier 2005 ; il prend ses fonctions le 18 février.
- L'élection présidentielle de 2009-2010 est remportée par Ivo Josipović le 10 janvier 2010 ; il prend ses fonctions le 18 février.
- L'élection présidentielle de 2014-2015 est remportée par Kolinda Grabar-Kitarović le 11 janvier 2015 ; elle prend ses fonctions le 18 février.
- L'élection présidentielle de 2019-2020 est remportée par Zoran Milanović le 5 janvier 2020 ; il prend ses fonctions le 18 février.

## Élection
Le président de la république de Croatie est élu directement par la population pour un mandat de cinq ans renouvelable une seule fois selon une forme modifiée du scrutin uninominal majoritaire à deux tours. Pour être élu dès le premier tour, un candidat doit réunir la majorité absolue de la totalité des votants, y compris les votes blancs et nuls. À défaut, un second tour est organisé entre les deux candidats arrivés en tête, et celui recueillant le plus de suffrages est déclaré élu. Tout président élu doit immédiatement résilier son appartenance à un parti politique, s'il en avait une, et en notifier le parlement. Officiellement, les présidents sortants sont ainsi nécessairement sans étiquette.
Le scrutin se tient dans les trente à soixante jours suivant l'expiration du mandat précèdent. Si un second tour est nécessaire, il est organisé quatorze jours après le premier. En cas de désistement d'un candidat qualifié pour le second tour, le candidat arrivé après lui au premier prend sa place. Aucun président ne peut effectuer plus de deux mandats, consécutifs ou non. 
Pour participer au scrutin, un candidat à la présidence doit réunir les signatures de soutien d'au moins 10 000 électeurs inscrits sur les listes électorales, et ce dans les douze jours suivant l'officialisation de sa candidature. Les électeurs ne peuvent signer leur soutien qu'à un seul candidat par élection présidentielle. Les soutiens sont vérifiés par la commission électorale à l'expiration du délai pour chaque candidat déclaré.

## Immunité et destitution

Drapeau du président.

Le président de la République jouit de l'immunité. Il ne peut être arrêté et aucune procédure pénale ne peut être engagée contre lui sans le consentement préalable de la Cour constitutionnelle. Le seul cas dans lequel l'immunité ne s'applique pas est si le président a été pris en flagrant délit de commission d'une infraction pénale passible d'une peine d'emprisonnement de plus de cinq ans. En pareil cas, l'organe étatique qui a arrêté le président doit en informer immédiatement le président de la Cour constitutionnelle.
Le président est destituable pour toute violation de la Constitution commise dans l'exercice de ses fonctions. La procédure de destitution peut être engagée par le Parlement à la majorité des deux tiers des voix de tous les membres du parlement. La destitution du président est ensuite décidée par la Cour constitutionnelle, à la majorité des deux tiers des voix de tous ses juges. Si la Cour constitutionnelle accuse le président, son mandat est révoqué.

## Sources
- Cet article est partiellement ou en totalité issu de l'article intitulé « Liste des présidents de la République de Croatie » (voir la liste des auteurs).